# Coleen Rowley
Coleen Rowley (Apple Valley, 20 de dezembro de 1954) é uma ex agente do FBI, delatora, ativista e feminista estadunidense filiada ao Minnesota Democratic–Farmer–Labor Party. Foi eleita pela revista de notícia Time como Pessoa do Ano em 2002, representando The Whistleblowers.